# 图卢兹-洛特雷克美术馆
图卢兹-洛特雷克美术馆（Musée Toulouse-Lautrec）是一个美术馆，位于法国南部城市阿尔比的历史中心，规模宏大的原主教宫——贝尔比宫（Palais de la Berbie）内（建于13世纪末）。
图卢兹-洛特雷克美术馆创建于1922年，收藏了一千余件出生在阿尔比的画家亨利·德·图卢兹-洛特雷克的作品，是世界规模最大的，主要是图卢兹-洛特雷克的母亲在1901年他去世后捐献的。

## 歷史
貝爾比宮位於阿爾比歷史中心，靠近阿爾比主教座堂，與阿爾比主教座堂一起組成了紅磚建築群，是一座堅固的13世紀堡壘，曾是阿爾比主教的住所，直到1905年根據政教分離法成為該省的財產。
1901年，羅特列克去世後，他的父母（也是作品的保管人）試圖將其作品捐贈給博物館。遭到巴黎博物館的拒絕後，他的母親阿黛爾·德·圖盧茲-羅特列克向阿爾比市提議捐贈。市政廳多年來一直醞釀著建立博物館的想法，並且擁有已廢棄的宮殿場地，因此接受了捐贈。然而，由於第一次世界大戰的爆發，該計畫被推遲，最終於1922年7月30日開放第一個展覽室，莫里斯·茹瓦揚 (Maurice Joyant)、阿黛爾·德·圖盧茲-羅特列克 (Adèle de Toulouse-Lautrec) 和加布里埃爾·塔皮埃·德·塞萊朗 (Gabriel Tapié de Céleyran) 出席了開幕儀式。
2001年至2012年，博物館經歷了重大重組。在關閉三個月後，博物館於2012年重新向公眾開放。自2024年6月起，圖盧茲-羅特列克博物館與卡斯特爾的哥雅博物館簽署了合作協議，並在臨時展覽“皮埃爾-法布爾收藏”期間借出了這位阿爾比藝術家的一些作品，皮埃爾-法布爾是來自卡斯特爾的讚助人、商人和藥劑師。